# Sulcacis fronticornis
Sulcacis fronticornis là một loài bọ cánh cứng trong họ Ciidae. Loài này được Panzer miêu tả khoa học năm 1809.